# Dimbokro
Dimbokro è una città della Costa d'Avorio, capoluogo della regione di N'Zi.
Situata nel centro del paese, si trova a 240 km dalla capitale economica Abidjan ed 80 km a sud est della capitale politica Yamoussoukro, nella zona d'influenza del regno Baulé. Ha una popolazione stimata nel 2010 a più di 60 000 abitanti.

## Storia
30 gennaio 1950: in risposta a uno sciopero degli acquisti dei prodotti importati e alla difesa dei prezzi legali pagati ai produttori africani di caffè e di cacao, come a molte manifestazioni che richiedono la liberazione di numerosi dirigenti del Partito democratico della Costa d'Avorio (PDCI); in seguito agli incidenti tra il Rassemblamento Democratico Africano (RDA) ed i partiti creati e sostenuti "dall'oppressione coloniale", e con il pretesto di difendere la libertà del commercio, gli amministratori coloniali fanno intervenire l'esercito francese a Bouaflé il 21 gennaio (3 morti), a Dimbokro il 30 gennaio (14 morti, 50 feriti), a Séguéla il 2 febbraio (3 morti), e tentano il 27 gennaio di fermare Félix Houphouët-Boigny. A Dimbokro, il comandante del distretto militare fa tirare sulla folla che manifesta dinanzi alla sua residenza. Nell'occasione risulta che, oltre alle forze dell'ordine, anche dei civili europei hanno sparato sulla gente. Le riunioni del RDA sono successivamente proibite dalla Francia.
In epoca coloniale, il Circolo rappresentava la divisione amministrativa della regione, ed era retto dal Comandante di Circolo, posto sotto l'autorità del Governatore, che a sua volta dipendeva dal Governatore Generale, il quale ultimo faceva capo al Ministro delle Colonie.

## Amministrazione
Una legge del 1978 ha istituito 27 "comuni di pieno esercizio" su tutto il territorio del paese, ed il dipartimento di Dimbokro è costituito dal solo comune omonimo.
In Costa d'Avorio, il comune è una divisione amministrativa corrispondente generalmente ad un territorio costituito da quartieri o da villaggi. La sua superficie e la sua popolazione possono pertanto variare considerevolmente da un caso all'altro.
Come le altre collettività territoriali ivoriane che sono la regione, il dipartimento, il distretto e la città, il comune è un'entità amministrativa dotata di personalità morale e di autonomia finanziaria.
Esso ha come missioni definite per legge, nel limite delle competenze che gli sono espressamente devolute, d'organizzare la vita collettiva e la partecipazione delle popolazioni alla gestione degli affari locali, di promuovere e realizzare lo sviluppo locale, di modernizzare il mondo rurale, di migliorare il tenore di vita della gente, di gestire i territori e l'ambiente.
Il consiglio municipale, il sindaco e la municipalità costituiscono gli organi del comune.